# Feliks Obrzycki
Feliks Obrzycki herbu Prus – poseł na sejm pacyfikacyjny 1589 roku z ziemi nurskiej, podpisał traktat bytomsko-będziński.